# Hrabstwo Sullivan (Pensylwania)
Hrabstwo Sullivan  (ang. Sullivan County) – hrabstwo w Pensylwanii. Liczba ludności według spisu z roku 2000 to 6 556.